# 2012년 런던 영화 비평가 협회상
제33회 런던 영화 비평가 협회상은 2013년 1월 20일에 열린 시상식이다.

## 수상 및 후보

### 작품상
- 아무르 - 미카엘 하네케 수상
- 아르고 - 벤 애플렉
- 비스트 - 벤 제틀린
- 라이프 오브 파이 - 이안
- 더 마스터 - 폴 토마스 앤더슨

### 외국어영화상
- 러스트 앤 본 - 자크 오디아르 수상
- 아무르 - 미카엘 하네케
- 홀리 모터스 - 레오 까락스
- 원스 어폰 어 타임 인 아나톨리아 - 누리 빌게 제일란
- 타부 - 미겔 고미쉬

### 다큐멘터리 작품상
- 디 임포스터 - 바트 레이튼 수상
- 런던 - 더 모던 바빌론 - 줄리엔 템플
- 빛을 향한 노스탤지어 - 패트리시오 구즈먼
- 더 퀸스 오브 베르사유 - 로린 그린필드
- 서칭 포 슈가맨 - 말릭 벤젤룰

### 감독상
- 라이프 오브 파이 - 이안 수상
- 더 마스터 - 폴 토마스 앤더슨
- 제로 다크 서티 - 캐서린 비글로우
- 원스 어폰 어 타임 인 아나톨리아 - 누리 빌게 제일란
- 아무르 - 미카엘 하네케

### 작가상
- 아무르 - 미카엘 하네케 수상
- 더 마스터 - 폴 토마스 앤더슨
- 제로 다크 서티 - 마크 볼
- 장고:분노의 추적자 - 쿠엔틴 타란티노
- 아르고 - 크리스 테리오

### 여우주연상
- 아무르 - 엠마누엘 리바 수상
- 제로 다크 서티 - 제시카 차스테인
- 러스트 앤 본(가제) - 마리옹 꼬띠아르
- 세션: 이 남자가 사랑하는 법 - 헬렌 헌트
- 실버라이닝 플레이북 - 제니퍼 로렌스

### 남우주연상
- 더 마스터 - 호아킨 피닉스 수상
- 링컨 - 다니엘 데이 루이스
- 레미제라블 - 휴 잭맨
- 더 헌트 - 매즈 미켈슨
- 아무르 - 장-루이 트린티냥

### 여우조연상
- 레미제라블 - 앤 헤서웨이 수상
- 더 마스터 - 에이미 아담스
- 007 스카이폴 - 주디 덴치
- 링컨 - 샐리 필드
- 아무르 - 이자벨 위페르

### 남우조연상
- 더 마스터 - 필립 세이모어 호프만 수상
- 아르고 - 알란 아킨
- 007 스카이폴 - 하비에르 바르뎀
- 프로메테우스 - 마이클 패스벤더
- 링컨 - 토미 리 존스

### 영국작품상
- 버베리안 스튜디오 - 피터 스트릭랜드 수상
- 디 임포스터 - 바트 레이튼
- 레미제라블 - 톰 후퍼
- 관광객 - 벤 웨틀리
- 007 스카이폴 - 샘 멘데스

### 영국여우주연상
- 쉐도우 댄서 - 안드레아 라이즈보로 수상
- 유어 시스터즈 시스터 - 에밀리 블런트
- 루퍼 - 에밀리 블런트
- 베스트 엑조틱 메리골드 호텔 - 주디 덴치
- 007 스카이폴 - 주디 덴치
- 관광객 - 앨리스 로우

### 영국남우주연상
- 버베리안 스튜디오 - 토비 존스 수상
- 007 스카이폴 - 다니엘 크레이그
- 와일드 빌 - 찰리 크리드 마일즈
- 링컨 - 다니엘 데이 루이스
- 관광객 - 스티브 오램

### 영국필름메이커상
- 관광객 - 앨리스 로우 외 1명 수상
- 일 매너스 - 벤 드류
- 마이 브라더 더 데빌 - 셀리 엘 호세이니
- 와일드 빌 - 덱스터 플레처
- 디 임포스터 - 바트 레이튼

### 영국신인상
- 더 임파서블 - 톰 홀랜드 수상
- 레미제라블 - 사만다 바크스
- 마이 브라더 더 데빌 - 페디 엘사에드
- 와일드 빌 - 윌 폴터
- 왓 리차드 디드 - 잭 레이너

### 기술공헌상
- 라이프 오브 파이 - Bill Westenhofer 수상
- 안나 카레니나 - 재클린 듀런
- 아르고 - 윌리엄 골든버그
- 비스트 - 벤 리처드슨
- 버베리안 스튜디오 - Stevie Haywood 외 1명
- 홀리 모터스 - Bernard Floch
- 라이프 오브 파이 - 클로디오 미란다
- 더 마스터 - 잭 피스크 외 1명
- 마이 브라더 더 데빌 - 데이빗 래데커
- 러스트 앤 본 - 알렉상드르 데스플라

### 딜리스 파웰상
- 헬레나 본햄 카터 수상